# 存在汎化
存在汎化（そんざいはんか、英: Existential generalization, existential introduction, ∃I）は特定の言明もしくは1つの事例から、汎化的に量化された言明または存在命題に移行することを可能にする、妥当な推論規則のひとつである。一階述語論理では、形式的証明における存在記号（∃）の規則としてしばしば使用される。
例: 「ローバーは尻尾を振るのが大好きだ。したがって、何かは尻尾を振るのが大好きである。」
フィッチ表記では次のように書く。
{\displaystyle Q(a)\to \ \exists {x}\,Q(x)}
ここで、aはQ(x)内のxのすべての束縛されていない事例を置き換える。

## クワイン
クワインによれば、普遍例化と存在汎化は、「∀x x=x」が「ソクラテス＝ソクラテス」を意味するという代わりに、その否定の「ソクラテス≠ソクラテス」が「∃x x≠x」を意味すると言うこともできるという、単一の原則における2つの側面である。しかしそれは形式上の原則でもある。これは、用語名がある場合、そしてまた指示がある場合にのみ成り立つ。